# Colofoniu
Colofoniul (numit și sacâz) este o substanță solidă sfărâmicioasă cu luciu sticlos, de culoare galbenă cu variante brun negricioase sau roșcate. Se obține din rășina coniferelor prin distilare ca produs ce rămâne după evaporarea terebentinei, o substanță volatilă. Colofoniul se compune din acizi organici, în special acid abietic.
Numele colofoniu provine din expresia colophonia resina (rășină de Colofon) și se datorează prenumelui pe care îl avea o rășină de calitate extrasă din pinii din regiunea orașului antic lidian Colofon (Κολοφών) din Asia Mică. Varianta sacâz provine din cuvântul turcic sakız (clei, rășină, gumă).

## Proprietăți
Temperatura de topire a colofoniului depinde de varietate și se situează în jurul a 100 °C. Este inflamabil și arde cu mult fum. Este solubil în alcool, eter, benzen și cloroform.

## Utilizare
În electronică se folosește ca dezoxidant la cositorit, acizii organici din compoziție la temperaturi ridicate reducând sau îndepărtând complet stratul de oxid de pe suprafața metalelor, lucru care facilitează cositoritul și asigură o lipitură solidă.
Colofoniul se remarcă printr-un coeficient static de frecare deosebit de mare. Astfel, este folosit la instrumentele cu coarde și arcuș prin frecarea părului arcușului pe o bucată de colofoniu pentru a îmbunătăți calitățile sonore ale instrumentului. Dansatorii folosesc colofoniu pentru ungerea tălpilor pantofilor, pentru a reduce alunecarea pe parchetul de dans, iar gimnaștii îl folosesc uneori pentru a-și unge mâinile.
Presărat ca praf și apoi încălzit se formează o rețea fină tehnică utilizată în tipografia artistică, sau în amestec cu alte substanțe la obținerea unor lacuri, substanțe adezive și pentru sigilări.
În antichitate colofoniul era folosit probabil la obținerea focului grecesc.